# Lo más interesante
«Lo más interesante» es una canción grabada por el cantante mexicano El Bebeto. Es la segunda canción escrita por el cantautor Espinoza Paz para El Bebeto. Fue lanzado el 7 de enero de 2014 y se trata del primer sencillo de su tercer álbum de estudio En tu mirada. El tema también salió a la venta de forma digital. El sencillo alcanzó el lugar número 1 en el México Popular Airplay del Billboard.

## Antecedentes y lanzamiento
Después de su tercer álbum de estudio Ese soy yo lanzado en 2013, El Bebeto emprendió con la grabación de su cuarto material discográfico con temas escritos por autores reconocidos en México como Espinoza Paz, quién más adelante, escribiría más canciones para él. El álbum salió oficialmente hasta abril de 2014.

## Video musical
El 4 de febrero de 2014 fue publicado un videoclip a través de la plataforma Youtube, así como en el canal de televisión de Televisa, Bandamax. El video musical de la canción fue producido por Disa Latín Music y dirigido por José Serrano Montoya y cuenta con casi 50 millones de reproducciones en Youtube. El video relata la historia de una pareja que termina su relación tras vivir un intenso romance.

## Listas

### Semanales
| País           | Lista                                   | Mejor posición |
| -------------- | --------------------------------------- | -------------- |
| México         | México Popular Airplay (Billboard)      | 1              |
| México         | México Popular (Monitor Latino)         | 1              |
| México         | México Airplay (Billboard)              | 3              |
| Estados Unidos | US Regional Mexican Airplay (Billboard) | 33             |